# Jeseter jadranský
Jeseter jadranský (Acipenser naccarii) je druh ryby z čeledi jeseterovití. Přirozeně se vyskytuje v Jaderském moři a jeho velkých přítocích v Albánii, Řecku, Itálii, Černé Hoře, Chorvatsku, Bosně a Hercegovině a Slovinsku. Exempláře je možné vidět i ve veřejných akváriích, například v Miláně. Jedná se o kriticky ohrožený taxon.

## Popis
Jeseter jadranský dorůstá až do délky 2 m a váhy 40 kg. Jako ostatní jeseterovité ryby má protáhlé, částečně chrupavkovité tělo, holou kůži a podélnou řadu kostnatých štítků. Rypec je kuželovitý a oproti většině ostatních jeseterovitých ryb poměrně krátký, dosahuje jen 1/3 hlavy, která je široká a zaoblená. Má 5 řad podélných kostnatých štítků: hřbetní (1 řada, 10–14 štítků), postranní (2 řady, jedna řada na každé straně, každá řada 30–42 štítků) a břišní (2 řady, jedna na každé straně, každá řada 8–11 štítků). Hřbetní ploutev je bez ostnů, hřbet olivově hnědý, strany blednoucí a ta spodní bílá.
Je velmi podobný jeseteru velkému, který se taktéž vyskytuje v Jaderském moři. Některé vzhledové rozdíly tohoto druhu oproti jeseteru velkému: kratší a podsaditý rypec, tmavší hřbet, větší ústa či menší rozměry těla obecně.

## Výskyt
Jesetera jadranského lze najít jak v řekách, tak i v moři. Historicky se nacházel v celém Jaderském moři i ve všech velkých řekách do tohoto moře proudících. Roku 1932 byl hlášen výskyt od Benátek a Terstu na severu až ke Korfu na jihu. V minulosti se vyskytoval v Pádu až po Turín a tradičně i v Albánii a bývalé Jugoslávii včetně Skadarského jezera. V současnosti prokazatelně přežívá jen jedna přirozeně se rozmnožující populace okolo soutoku řeky Ticino s Pádem. Občas bývá druh pozorován v Jaderském moři a pobřežních částech řek. Přirozeně se rozmnožující populace dlouho přežívala i v Albánii, avšak již dlouho nebyla pozorována a je možné, že vyhynula.

## Reprodukce
Roste pomalu, ale je dlouhověký. Volně žijící samci dosahují sexuální dospělosti mezi 7–11 lety života za minimální délky 80 cm, samice mezi 12–14 lety za minimální délky 1 m. Samice ovulují každé 2–4 roky.
Na jaře dospělí jedinci migrují proti proudu řek až k jejich hornímu toku, kde od dubna do června kladou vajíčka v hluboké a okysličené vodě na štěrkové dno zhruba v hloubce 2–10 m v místech s minimálním průtokem 0,8 m/s.
Vajíčka přilnou ke štěrku a líhnou se zhruba po týdnu, potěr dosahuje délky 8–10 mm.

## Potrava
Je oportunistickým lovcem. Dost často požírá podklad spolu s kořistí a organickou hmotou včetně malých, rozkládajících se mršin. V řekách se nejvíce živí různonožci z čeledi gammaridea, larvami dvoukřídlého hmyzu, máloštětinatci a někdy i malými rybami. V moři se živí rúznonožci z čeledi gammaridea, měkkýši, malými korýši, malými krabi a rostlinnou hmotou. U říčních i mořských jedinců odhalily analýzy trávicího traktu vysoké množství neorganické hmoty zkonzumovanou společně s potravou. Jedná se písek, bahno, bláto ale například i o plast. Potravu nasávají svými bezzubými, trychtýřovými ústy.

## Ekologie
Typickým životním prostředím jsou velké hluboké řeky se silným proudem proudící do Jaderského moře. V moři žije v lagunách a blízko ústí řek hlavně v místech s bahnitým a písečným dnem v hloubce 10–40 m.
Mladí jedinci jsou schopni se adaptovat salinitě až 20–30 ‰. To tento druh odlišuje od většiny dalších jeseterů. I když byly někteří jedinci chyceni daleko v Jaderském moři, poslední studie ukazují, že tento druh jen obtížně toleruje vysokou salinitu po delší dobu. Proto tráví v otevřeném moři jen krátké časové úseky při shánění potravy. To tento druh limituje v migraci přes Jaderské moře, kde salinita dosahuje až 37 ‰.

## Ohrožení a obnova populace
Dle Mezinárodního svaz ochrany přírody se jedná o kriticky ohrožený taxon. Od 90. let 20. století dochází v povodí Pádu k pravidelné reintrodukci z umělých odchovů. Reintrodukovaní jedinci jsou vždy opatřeni mikročipy. Avšak míra přeživších jedinců byla ze začátku nízká kvůli silné přítomnosti sumce velkého.
V Řecku byl naposled zaznamenán v roce 1977 a v Albánii roku 1997 v Buně.
V posledních letech se množí zprávy a záznamy o pozorování, či chycení a vypuštění dospělých jedinců mnohdy i značné velikosti. Navíc byl u italské přehrady Isola Serafini postaven rybí přechod, který by měl napomoci k většímu rozšíření nejen tohoto druhu. Dochází také k chycení mladých jedinců, kteří jsou menší než reintrodukovaní jedinci a jsou bez čipů. To nasvědčuje tomu, že v italských řekách dochází k přirozenému rozmnožování. Molekulární analýza taktéž odhalila, že část těchto odchycených jedinců není příbuzná s reintrodukovanou populací. Takže divoká populace stále existuje.
Hlavním ohrožením jsou vodní nádrže vedoucí k fragmentaci životního prostoru a zabraňující migraci. Negativně druh ovlivňuje též znečištění průmyslového i zemědělského původu jakož i odpadní voda z obytných center. Zvláště v první polovině 20. století byl druh decimován nadměrným rybolovem. Avšak i když je dnes tento druh chráněn zákonem, stále dochází k nezákonnému rybolovu pytláky.
Mladí jedinci jsou loveni kormorány velkými, což je taktéž velký problém vzhledem k tomu, že množství těchto ptáků zimujících v Itálii se každoročně zvyšuje. Toto zvyšování stavů vede k rozšířování do vnitrozemí kvůli početní saturaci na pobřeží.